# Takebe-taisha

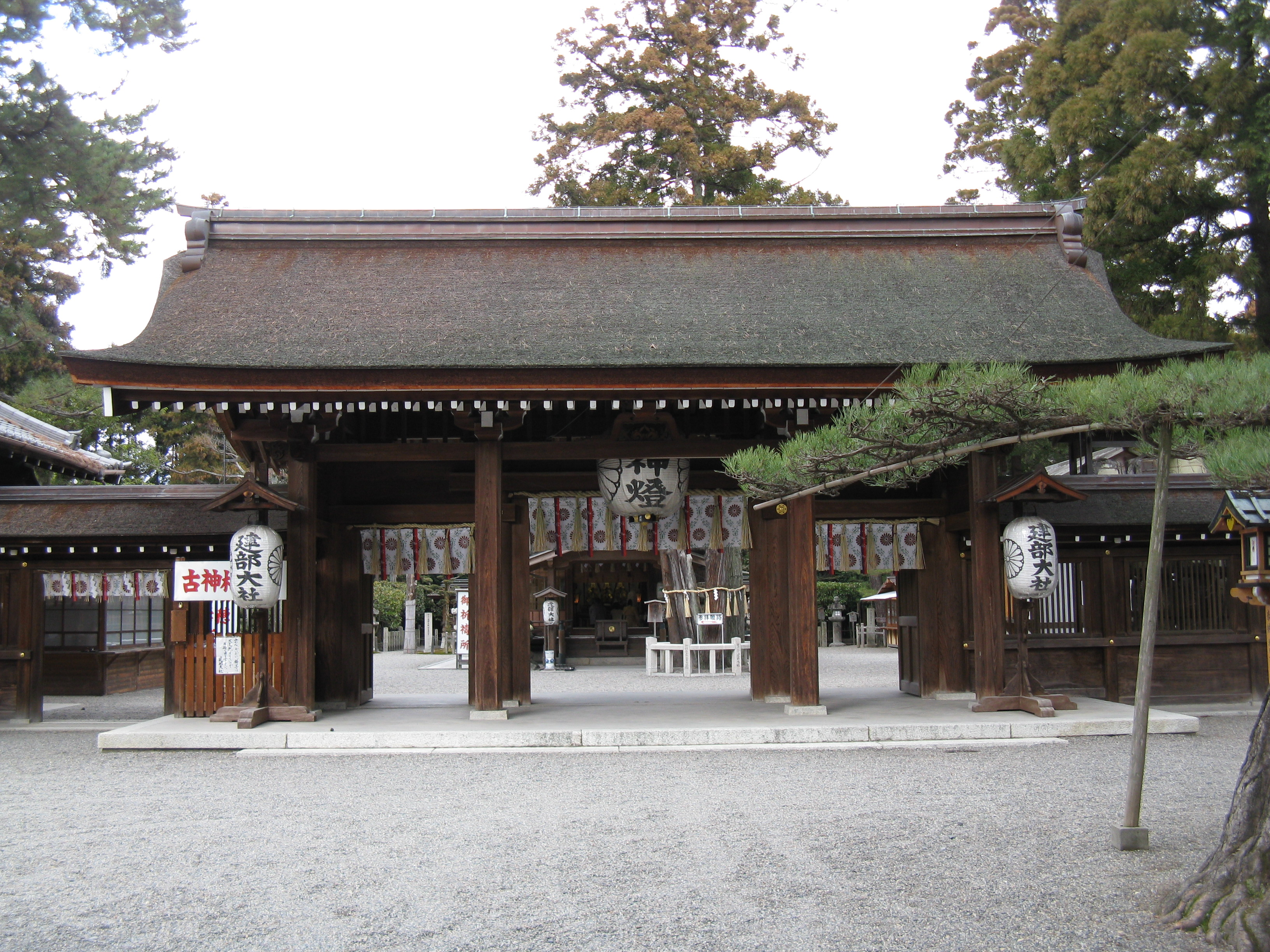
Mon du Takebe-taisha.

Le Takebe-taisha (建部大社) est un sanctuaire shinto situé à Ōtsu, préfecture de Shiga au Japon. Le sanctuaire est aussi connu au Japon sous le nom 建部神社 (Takebe-jinja).

## Histoire
Le Takebe-taisha est fondé au cours de la quarante-troisième année du règne du légendaire empereur Keiko, peu après la mort de son fils Yamato Takeru.
Le sanctuaire bénéficie du patronage impérial au début de l'époque de Heian et reçoit quelque attention au cours de l'époque de Kamakura. Cependant, le sanctuaire compte parmi les nombreux qui ne réussissent pas à prospérer pendant les années difficiles de la période Sengoku.
- 755 (ère Tenpyō-shōhō 7, 3e mois) : le sanctuaire est déménagé à son emplacement actuel sur l'ordre de l'impératrice Kōken[4].
- 1190 (ère Kenkyū 1, 11e mois) : Minamoto no Yoritomo visite le sanctuaire sur la route vers Kyoto[5].
- 1233 (ère Jōei 2) : Kujō Yoritsune reconstruit entièrement les bâtiments du sanctuaire[5].
- 1868 (Meiji 1, 9e mois) : lorsque l'empereur Meiji fait sa première visite à Edo, il envoie un émissaire pour le sanctuaire avec un heikaku pour le kami[5].

Takebe est désigné sanctuaire principal (ichi-no-miya) de l'ancienne province d'Ōmi.
De 1871 jusqu'en 1946, le Takebe-taisha est officiellement désigné un des kanpei-taisha (官幣大社), ce qui signifie qu'il se tient au premier rang des sanctuaires soutenus par l'État, et particulièrement vénéré par la famille impériale.

## Galerie

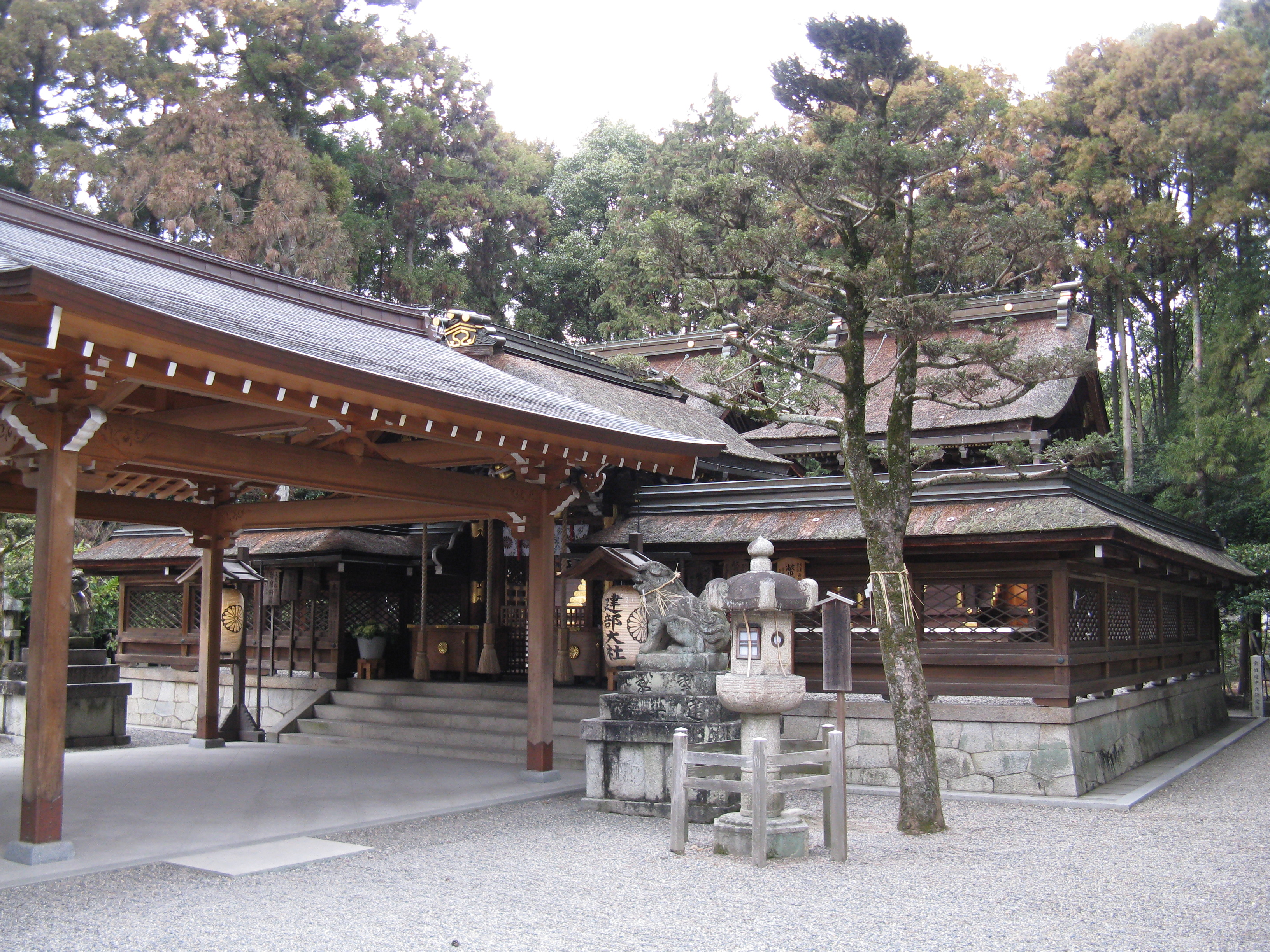
Entrée du sanctuaire.
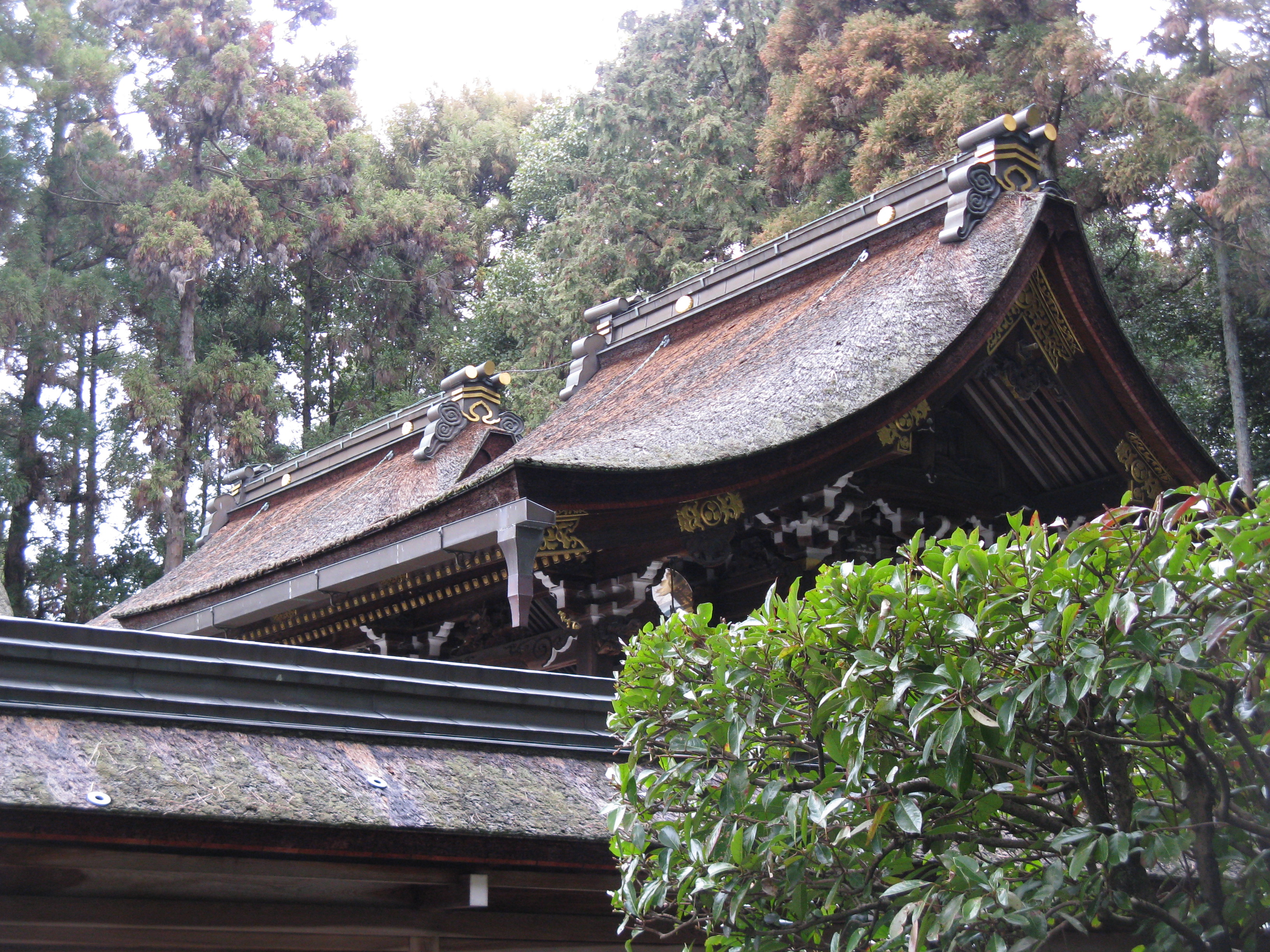
Honden.
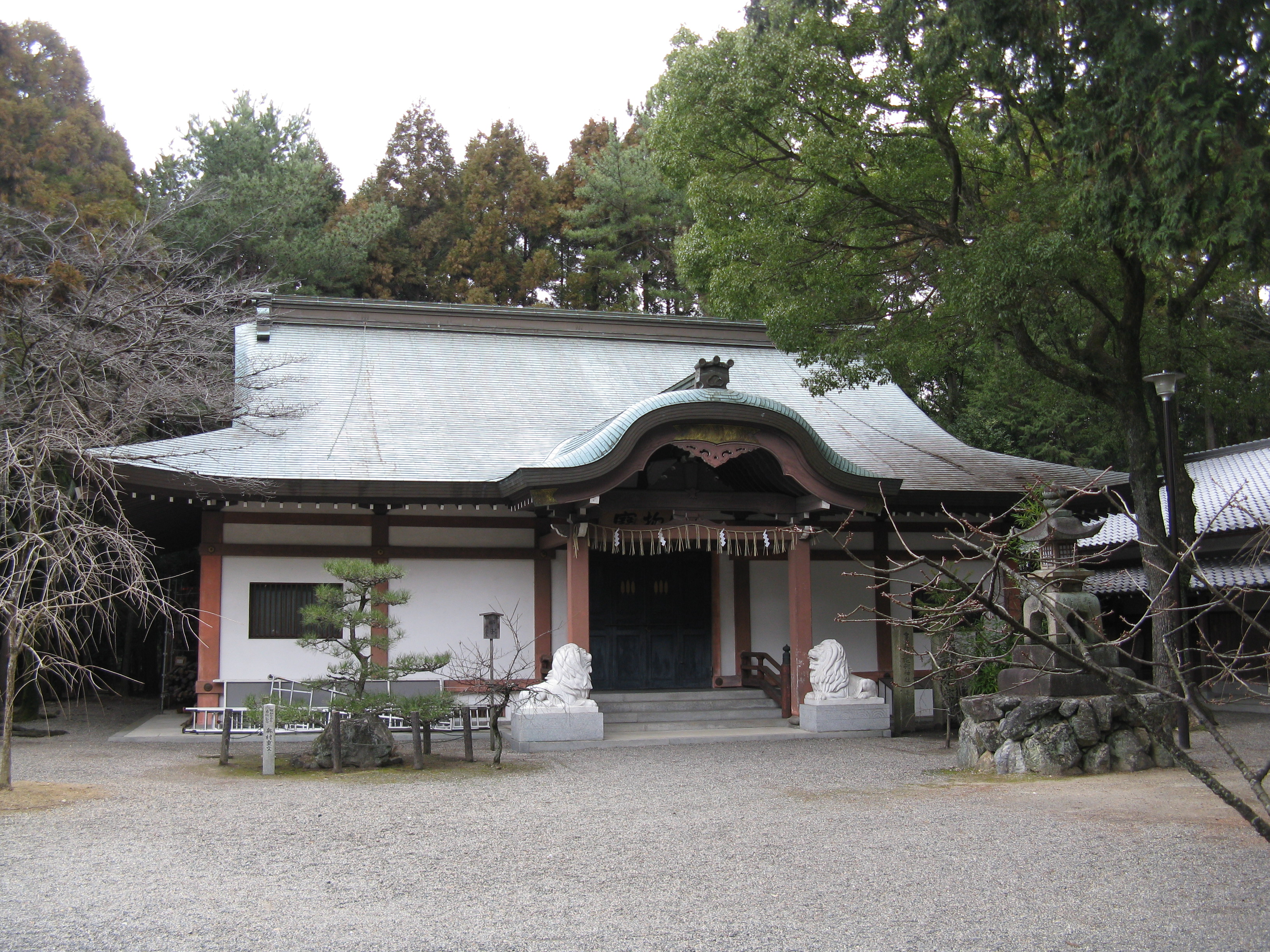
Homotsu-den.
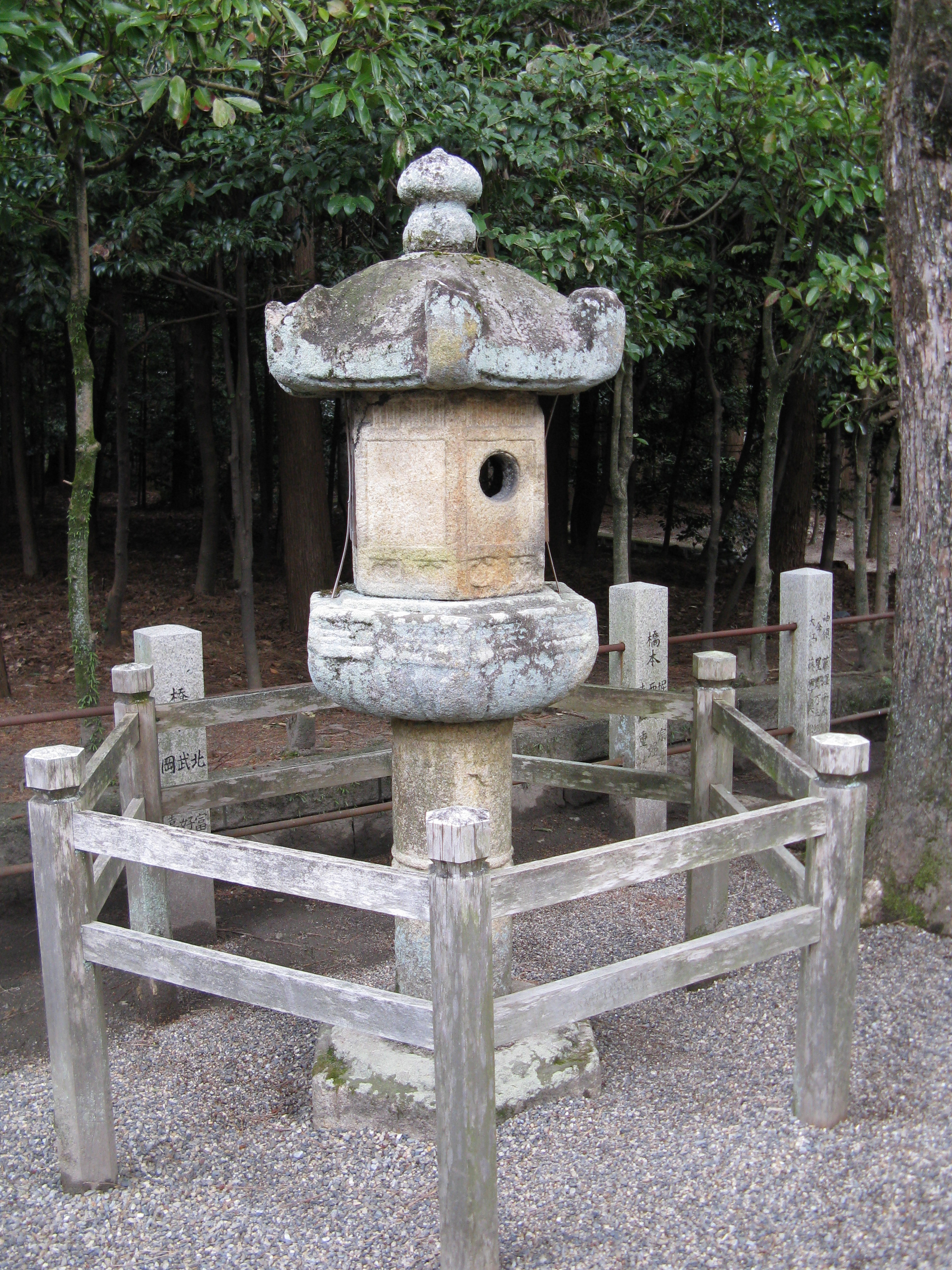
Tōrō (lanterne de pierre), bien culturel important.
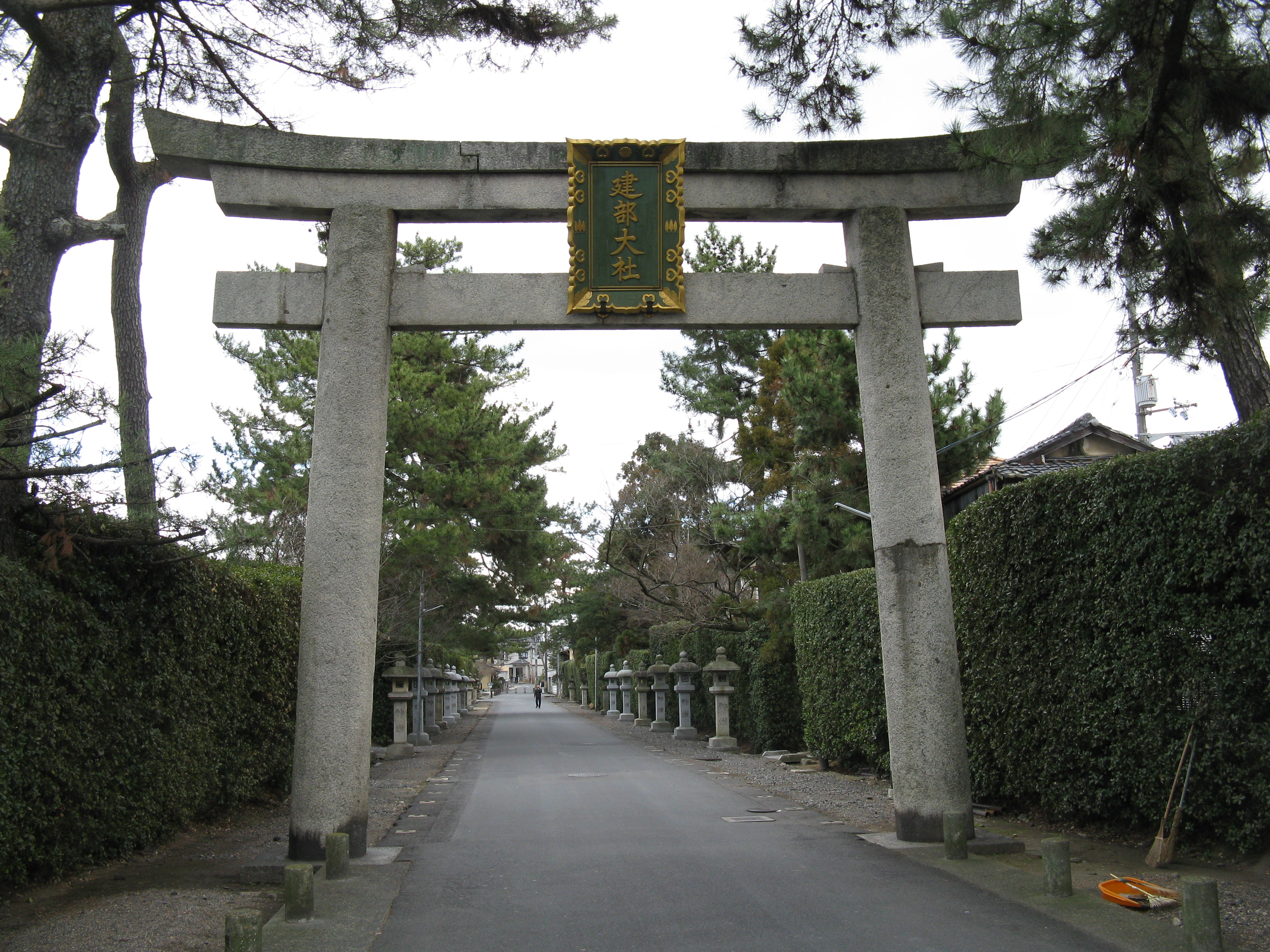
Torii.

## Festivals
Les festivals annuels au Takebe-taisha comprennent des événements modernes tels que le Reisai à la mi-avril ainsi que d'anciens rites tels que :
- Gokokusai ou Gokoku no matsuri au début du mois de février[9] ;
- Funayiki no matsuri à la mi-août[10] ;
- Chinkwa-sai à la fin du mois de novembre[11].